# Такидзе, Хурие Юсуповна
Хурие Юсуповна Такидзе (1927 год, село Самеба, Аджарская АССР, ССР Грузия) — звеньевая колхоза имени Микояна Кобулетского района Аджарской АССР, Грузинская ССР. Герой Социалистического Труда (1949).
Предположительно старшая сестра Героя Социалистического Труда Тунтул Юсуповны Такидзе.

## Биография
Родилась в 1930 году в крестьянской семье в селе Самеба Кобулетского района (сегодня — Кобулетский муниципалитет). После окончания местной сельской школы в послевоенные годы трудилась рядовой колхозницей на чайной плантации в колхозе имени Микояна Кобулетского района. В 1947 году была назначена звеньевой комсомольско-молодёжного звена чаеводов.
В 1948 году звено под её руководством собрало 8116 килограмм сортового зелёного чайного листа на участке площадью 2 гектара. Указом Президиума Верховного Совета СССР от 29 августа 1949 года удостоена звания Героя Социалистического Труда за «получение высоких урожаев сортового зелёного чайного листа и цитрусовых плодов в 1948 году» с вручением ордена Ленина и золотой медали «Серп и Молот» (№ 4521).
Этим же указом званием Героя Социалистического Труда были награждены чаеводы колхоза имени Микояна колхозницы Хатидже Хасановна Гегидзе, Фериде Хусеиновна Катамадзе, Тунтул Юсуповна Такидзе, Эмина Мевлудовна Месхидзе и Рехима Скендеровна Хахуташвили. 
Проживала в родном селе Самеба Кобулетского района.